# 65-XX
Classificazione delle ricerche matematiche: sezioni di livello 1

00-XX 01 03 05 06 08 | 11 12 13 14 15 16 17 18 19 20 22 | 26 28 30 31 32 33 34 35 37 39 40 41 42 43 44 45 46 47 49 | 
 51 52 53 54 55 57 58 | 60 62 65 68 | 70 74 76 78 | 80 81 82 83 85 86 | 90 91 92 93 94 97-XX
65-XX è la sigla della sezione primaria dello schema di classificazione
MSC dedicata all'analisi numerica.
La pagina attuale presenta la struttura ad albero delle sue sottosezioni secondarie e terziarie.

## 65-XX
analisi numerica
- 65-00 opere di riferimento generale (manuali, dizionari, bibliografie ecc.)
- 65-01 esposizione didattica (libri di testo, articoli tutoriali ecc.)
- 65-02 presentazione di ricerche (monografie, articoli di rassegna)
- 65-03 opere storiche {!va assegnato almeno un altro numero di classificazione della sezione 01-XX}
- 65-04 calcolo automatico esplicito e programmi (non teoria della computazione o della programmazione)
- 65-05 articoli sperimentali
- 65-06 atti, conferenze, collezioni ecc.

## 65Axx
tavole
- 65A05 tavole
- 65A99 argomenti diversi dai precedenti, ma in questa sezione

## 65Bxx
accelerazione della convergenza
- 65B05 estrapolazione al limite, correzioni differite
- 65B10 sommazione di serie
- 65B15 formula di Eulero-MacLaurin
- 65B99 argomenti diversi dai precedenti, ma in questa sezione

## 65Cxx
metodi probabilistici, simulazione ed equazioni differenziali stocastiche
{per gli aspetti teorici, vedi 68U20, 60H35}
- 65C05 metodi Monte Carlo
- 65C10 generazione di numeri casuali
- 65C20 modelli, metodi numerici [vedi anche 68U20]
- 65C30 equazioni stocastiche differenziali ed integrali
- 65C35 metodi di particelle stocastici [vedi anche 82C80]
- 65C40 catene di Markov computazionali
- 65C50 altri problemi computazionali in probabilità
- 65C60 problemi computazionali in statistica
- 65C99 argomenti diversi dai precedenti, ma in questa sezione

## 65Dxx
approssimazione numerica e geometria computazionale
(primariamente algoritmi) {per la teoria, vedi 41-XX, 68Uxx}
- 65D05 interpolazione
- 65D07 splines
- 65D10 allisciamento delle curve, fitting? delle curve
- 65D15 algoritmi per l'approssimazione funzionale
- 65D17 disegno assistito dal computer (modellizzazione di curve e superfici) [vedi anche 68U07]
- 65D18 grafica con il computer e geometria computazionale [vedi anche 51N05, 68U05]
- 65D19 questioni computazionali nella visione del computer e del robot
- 65D20 computazione di funzioni speciali, costruzione di tavole [vedi anche 33F05]
- 65D25 differenziazione numerica
- 65D30 integrazione numerica
- 65D32 formule di quadratura e cubatura
- 65D99 argomenti diversi dai precedenti, ma in questa sezione

## 65Exx
metodi numerici in analisi complessa (teoria del potenziale ecc.)
{per metodi numerici nelle trasformazioni conformi, vedi 30C30}
- 65E05 metodi numerici in analisi complessa (teoria del potenziale ecc.)

{per metodi numerici nelle trasformazioni conformi, vedi 30C30}
- 65E99 argomenti diversi dai precedenti, ma in questa sezione

## 65Fxx
algebra lineare numerica
- 65F05 metodi diretti per sistemi lineari ed inversione di matrici
- 65F08 precondizionatori per metodi iterativi
- 65F10 metodi iterativi per sistemi lineari [vedi anche 65N22]
- 65F15 autovalori, autovettori
- 65F18 problemi inversi agli autovalori
- 65F20 sistemi sovradeterminati, pseudoinverse
- 65F22 problemi mal posti, regolarizzazione
- 65F25 ortogonalizzazione
- 65F30 altri algoritmi su matrici
- 65F35 norme di matrici, condizionamento, scaling? [vedi anche 15A12, 15A60]
- 65F40 determinanti
- 65F50 matrici sparse
- 65F60 esponenziale di matrice e simili funzioni di matrice
- 65F99 argomenti diversi dai precedenti, ma in questa sezione

## 65Gxx
analisi degli errori ed analisi degli intervalli
- 65G20 algoritmo con verifica automatica del risultato
- 65G30 aritmetica degli intervalli ed aritmetica finita
- 65G40 metodi generali nell'analisi degli intervalli
- 65G50 errore di arrotondamento
- 65G99 argomenti diversi dai precedenti, ma in questa sezione

## 65Hxx
equazioni algebriche non lineari o equazioni trascendenti
- 65H04 radici delle equazioni polinomiali
- 65H05 equazioni singole
- 65H10 sistemi di equazioni
- 65H17 autovalori, autovettori [vedi anche 58C40, 58E07, 47Hxx, 47Jxx, 90C30]
- 65H20 metodi globali, inclusi gli approcci mediante omotopia [vedi anche 58C30, 90C30]
- 65H99 argomenti diversi dai precedenti, ma in questa sezione

## 65Jxx
analisi numerica in spazi astratti
- 65J05 teoria generale
- 65J08 equazioni di evoluzione astratte
- 65J10 equazioni con operatori lineari {!non usare 65Fxx}
- 65J15 equazioni con operatori non lineari {!non usare 65Hxx}
- 65J20 problemi malposti; regolarizzazione
- 65J22 problemi inverse
- 65J99 argomenti diversi dai precedenti, ma in questa sezione

## 65Kxx
programmazione matematica, ottimizzazione e tecniche variazionali
- 65K05 programmazione matematica (algoritmi) {per la teoria, vedi 90Cxx}
- 65K10 ottimizzazione e tecniche variazionali [vedi anche 49Mxx, 93B40]
- 65K15 metodi numerici per disuguaglianze variazionali e problemi collegati
- 65K99 argomenti diversi dai precedenti, ma in questa sezione

## 65Lxx
equazioni differenziali ordinarie
- 65L03 equazioni funzional-differenziali
- 65L04 equazioni stiff
- 65L05 problemi ai valori iniziali
- 65L06 metodi di Runge-Kutta a molti passi e metodi di estrapolazione
- 65L07 investigazione numerica della stabilità delle soluzioni
- 65L08 problemi malposti
- 65L09 problemi inversi
- 65L10 problemi ai valori al contorno
- 65L11 problemi singolarmente perturbati
- 65L12 metodi alle differenze finite
- 65L15 problemi agli autovalori
- 65L20 stabilità e convergenza dei metodi numerici
- 65L50 generazione e raffinamento di griglie
- 65L60 elementi finiti, metodi di collocazione di Rayleigh-Ritz e di Galerkin
- 65L70 maggiorazioni per gli errori
- 65L80 metodi per le equazioni algebrico-differenziali
- 65L99 argomenti diversi dai precedenti, ma in questa sezione

## 65Mxx
equazioni differenziali alle derivate parziali, problemi ai valori iniziali e problemi ai valori iniziali ed al contorno dipendenti dal tempo
- 65M06 metodi alle differenze finite
- 65M08 metodi dei volumi finiti
- 65M12 stabilità e convergenza dei metodi numerici
- 65M15 maggiorazioni degli errori
- 65M20 metodi delle linee
- 65M22 soluzione delle equazioni discretizzate [vedi anche 65Fxx, 65Hxx]
- 65M25 metodi delle caratteristiche
- 65M30 problemi malposti
- 65M32 problemi inversi
- 65M38 metodi degli elementi al contorno
- 65M50 generazione e raffinamento di griglie
- 65M55 metodi multigriglia; decomposizione del dominio
- 65M60 elementi finiti, metodi di Rayleigh-Ritz e di Galerkin, metodi finiti
- 65M70 metodi spettrali, metodi di collocazione e metodi collegati
- 65M75 metodi probabilistici, metodi delle particelle ecc.
- 65M80 soluzioni fondamentali, metodi di funzione di Green ecc.
- 65M85 metodi dei domini fittizi
- 65M99 argomenti diversi dai precedenti, ma in questa sezione

## 65Nxx
equazioni differenziali alle derivate parziali, problemi ai valori al contorno
- 65N06 metodi alle differenze finite
- 65N08 metodi dei volumi finiti
- 65N12 stabilità e convergenza dei metodi numerici
- 65N15 maggiorazioni degli errori
- 65N20 problemi mal posti
- 65N21 problemi inversi
- 65N22 soluzione di equazioni discretizzate [vedi anche 65Fxx, 65Hxx]
- 65N25 problemi agli autovalori
- 65N30 elementi finiti, metodi di Rayleigh-Ritz e di Galerkin, metodi finiti
- 65N35 metodi spettrali, metodi di collocazione e metodi collegati
- 65N38 metodi degli elementi al contorno
- 65N40 metodi delle linee
- 65N45 metodi di contrazione del contorno
- 65N50 generazione e raffinamento di griglie
- 65N55 metodi multigriglia; decomposizione del dominio
- 65N75 metodi probabilistici, metodi delle particelle ecc.
- 65N80 soluzioni fondamentali, metodi di funzione di Green ecc.
- 65N85 metodi dei domini fittizi
- 65N99 argomenti diversi dai precedenti, ma in questa sezione

## 65Pxx
problemi numerici per i sistemi dinamici
[vedi anche 37Mxx]
- 65P10 sistemi hamiltoniani includenti integratori simplettici
- 65P20 caos numerico
- 65P30 problemi di biforcazione
- 65P40 stabilità nonlineari
- 65P99 argomenti diversi dai precedenti, ma in questa sezione

## 65Qxx
equazioni alle differenze ed equazioni funzionali, relazioni di ricorrenza
- 65Q10 equazioni alle differenze
- 65Q20 equazioni funzionali
- 65Q30 relazioni di ricorrenza
- 65Q99 argomenti diversi dai precedenti, ma in questa sezione

## 65Rxx
equazioni integrali, trasformate integrali
- 65R10 trasformate integrali
- 65R20 equazioni integrali
- 65R30 problemi malposti
- 65R32 problemi inversi
- 65R99 argomenti diversi dai precedenti, ma in questa sezione

## 65Sxx
metodi grafici
- 65S05 metodi grafici
- 65S99 argomenti diversi dai precedenti, ma in questa sezione

## 65Txx
metodi numerici nell'analisi di Fourier
- 65T40 approssimazione ed interpolazione trigonometrica
- 65T50 trasformata discreta e rapida di Fourier
- 65T60 ondine
- 65T99 argomenti diversi dai precedenti, ma in questa sezione

## 65Yxx
aspetti implementativi?di computer degli algoritmi numerici
- 65Y04 algoritmi per l'aritmetica del computer ecc. [vedi anche 68M07]
- 65Y05 calcolo parallelo
- 65Y10 algoritmi per specifiche classi di architetture
- 65Y15 metodi packaged?impacchettati
- 65Y20 complessità e prestazioni degli algoritmi numerici [vedi anche 68Q25]
- 65Y99 argomenti diversi dai precedenti, ma in questa sezione

## 65Zxx
applicazioni alla fisica
- 65Z05 applicazioni alla fisica
- 65Z99 argomenti diversi dai precedenti, ma in questa sezione